# Paràbola de la xarxa de pescar

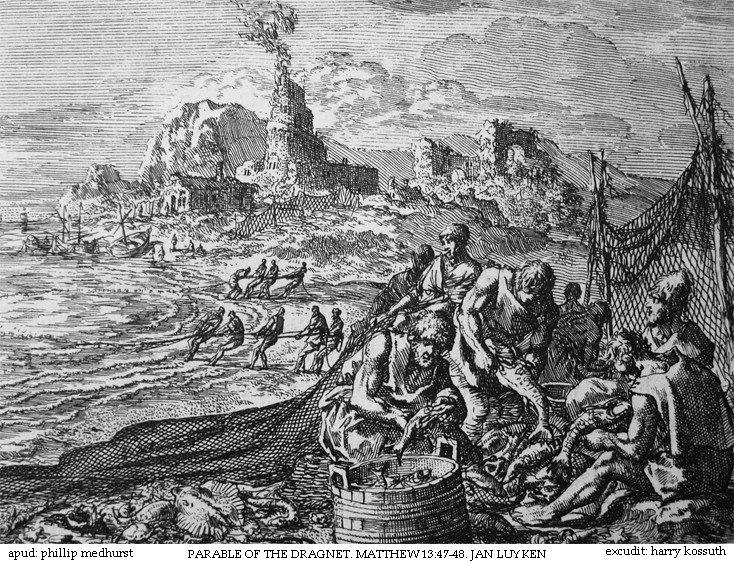
Jan Luyken, gravat d'aquesta paràbola, Bíblia Bowyer

La paràbola de la xarxa de pescar és una metàfora sobre la fi dels temps i la tria de les ànimes.

## Text
Evangeli segons Marc, capítol 13, versicles 47 a 50:
47 »També passa amb el Regne del cel com quan tiren una xarxa a l'aigua i la xarxa arreplega tota mena de peixos. 48 Un cop plena, la treuen a la platja, s'asseuen, i recullen en coves els peixos bons i llencen els dolents. 49 Igualment passarà a la fi del món: sortiran els àngels i destriaran els dolents dels justos, 50 i els llançaran a la fornal ardent; allà hi haurà els plors i el cruixit de dents.

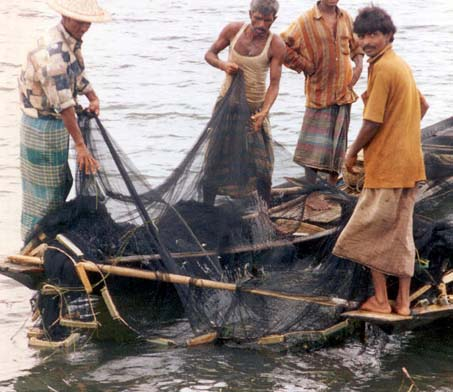
Pescadors i les seves xarxes a Bangladesh

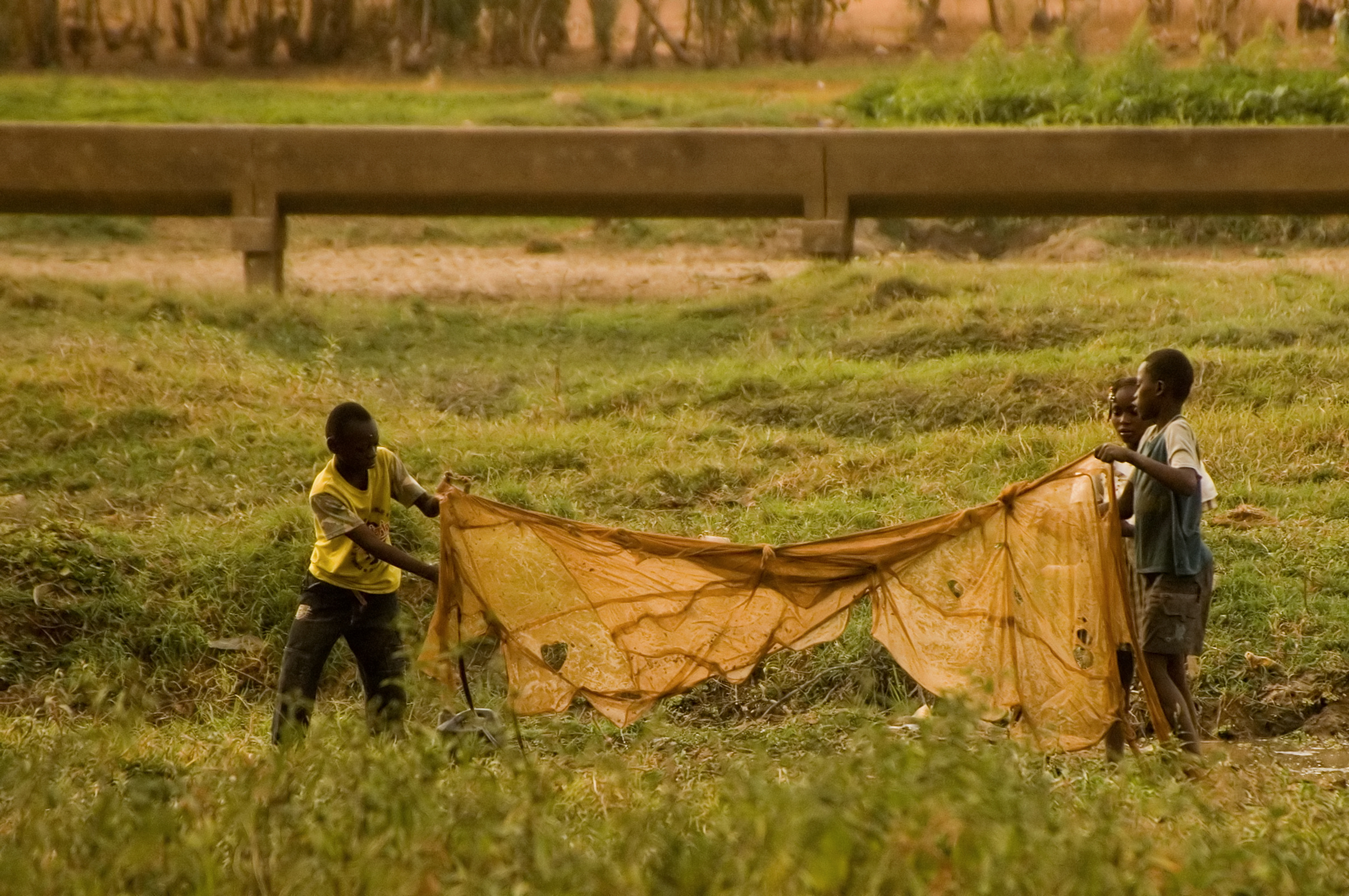
Pescadors burkinesos a l'embassament de Ouagadougou

## Interpretació
Segons l'homilia 11, paràgraf 4, de Gregori el Gran, l'església és comparada a la xarxa amb què pesca qualsevol home; la riba és la fi dels temps; els pescadors, els àngels de l'església trien els bons peixos, és a dir les bones ànimes de les dolentes. Sant Gregori el Gran a la seva homilia deixa l'esperança precisant que és encara temps de reflexionar fins i tot una vegada atrapat a la xarxa.